# Moțăieni
Moțăieni è un comune della Romania di 2 247 abitanti, ubicato nel distretto di Dâmbovița, nella regione storica della Muntenia.
Il comune è formato dall'unione di 2 villaggi: Cucuteni e Moțăieni.